# Hans Nielsen Dreiøe
Hans Nielsen Dreiøe, född den 5 april 1875 i Ærøskøbing, död den 28 augusti 1958, var en dansk präst. Han var far till Anna Sophie Seidelin.
Dreiøe blev student från Odense 1894 och cand. theol. 1900. Han blev ordinarie medhjälpare vid Vor Frelsers Kirke i Aalborg 1902, sognepræst till Nørhå 1906, sognepræst (sockenpräst) vid Filips Kirke i Sundbyerne 1911, sognepræst till Nykøbing 1926 och domprost för Lolland-Falsters stift samma år. Han fick avsked 1945.
Dreiøe var ordförande i Almindelig Dansk Præstekonvent till 1948 och i Lolland-Falsters stiftskonvent till 1948. Han var medlem av lokalstyrelsen för Föreningen Norden till 1949.
Dreiøe utgav Gennem lukte Døre. 4 Paasketaler (1933), Evangeliet og Mennesket. 40 Prædikener (1935) och Efterslæt. Smaa Prædikener over Kirkeaarets Tekster (1948). Han skrev predikningarna i Menigheds-bladet (1950).